# Кёнигсзе
Кёнигсзе (Кёнигзе, нем. Königssee) — вытянутое по форме с юга на север озеро на юго-востоке Баварии, расположенное в районе Берхтесгаден в окружении высоких гор, как, например, Вацманн (третья вершина Германии). Озеро находится на территории общины Шёнау-ам-Кёнигсзе. В Кёнигсзе впадают воды расположенного на юго-востоке озера Оберзе. Озеро Кёнигсзе включено в Национальный парк Берхтесгаден.
В ряду наиболее глубоких озёр Германии Кёнигсзе находится на третьем месте. Оно сформировалось при таянии ледников во время последнего ледникового периода. Озеро и прилегающие окрестности пользуются большой популярностью среди туристов и путешественников.

## Интересные факты и достопримечательности
Озеро Кёнигсзе рекламируется как самое чистое в Германии. В настоящее время передвижение по нему разрешено только судам с электромотором, вёсельным или с педальным приводом.
Расположение озера среди высоких гор порождает чистое и ясное по звуку эхо. По традиции, принято во время экскурсии по воде остановиться и протрубить, чтобы продемонстрировать эхо.
В средней части озера, на западном берегу у самой воды находится туристская достопримечательность — Церковь святого Варфоломея.
У северной оконечности озера расположена известная санно-бобслейная трасса Кёнигсзе, на которой проходят официальные соревнования Международной федерации бобслея и тобогана.
Единственный остров, расположенный в северной части озера, известен установленной на нём в 1711 году мраморной статуей Яна Непомуцкого, а также другими постройками, среди которых грот.
В окрестностях озера находился один из филиалов концентрационного лагеря Дахау.

## Галерея

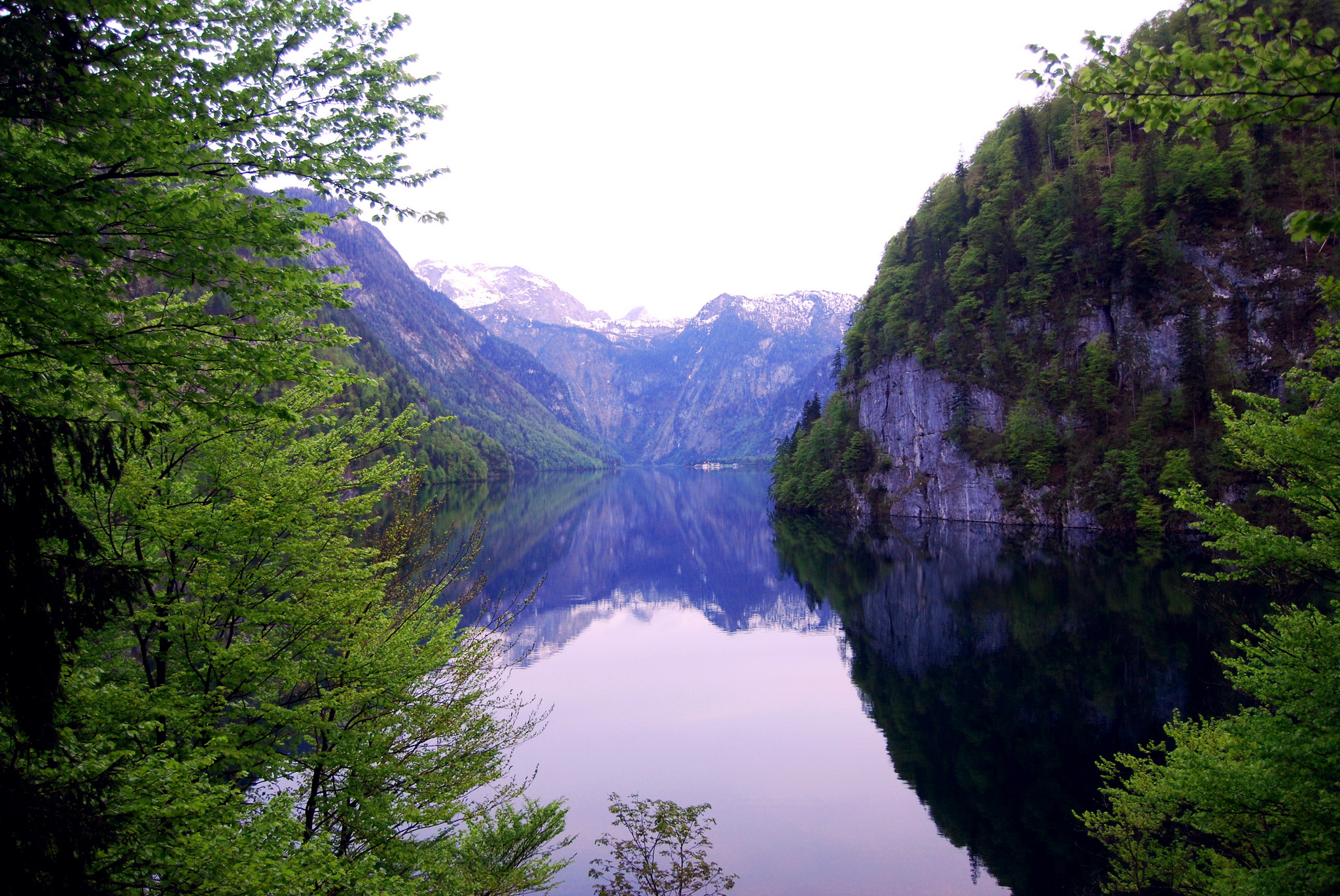
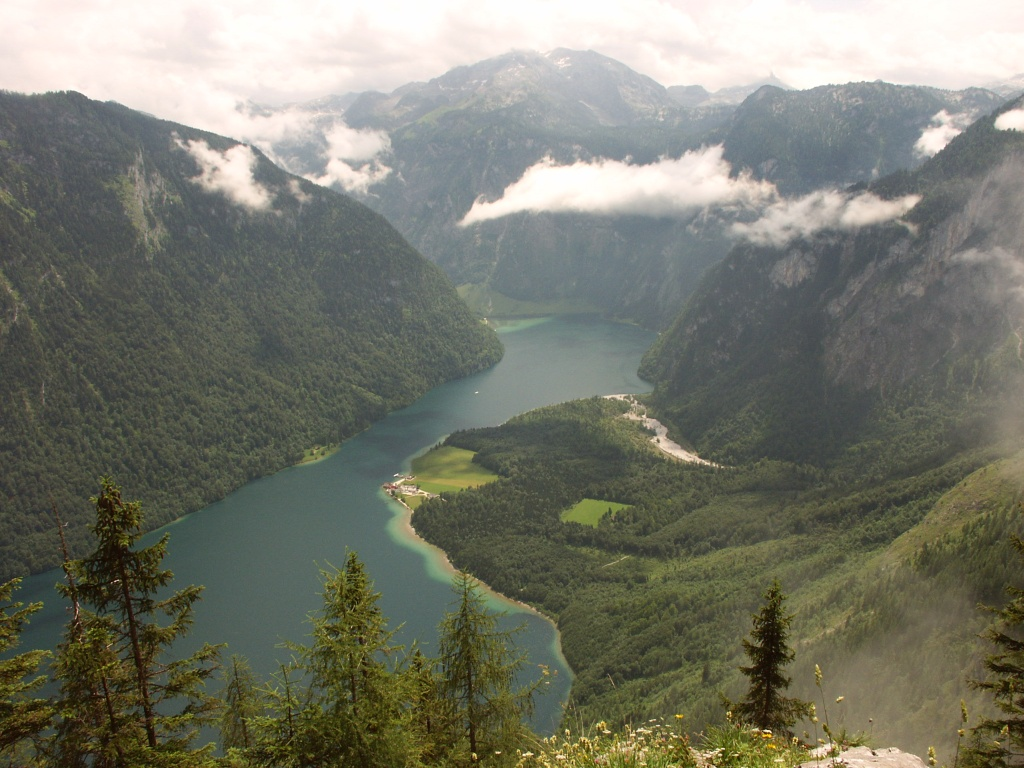
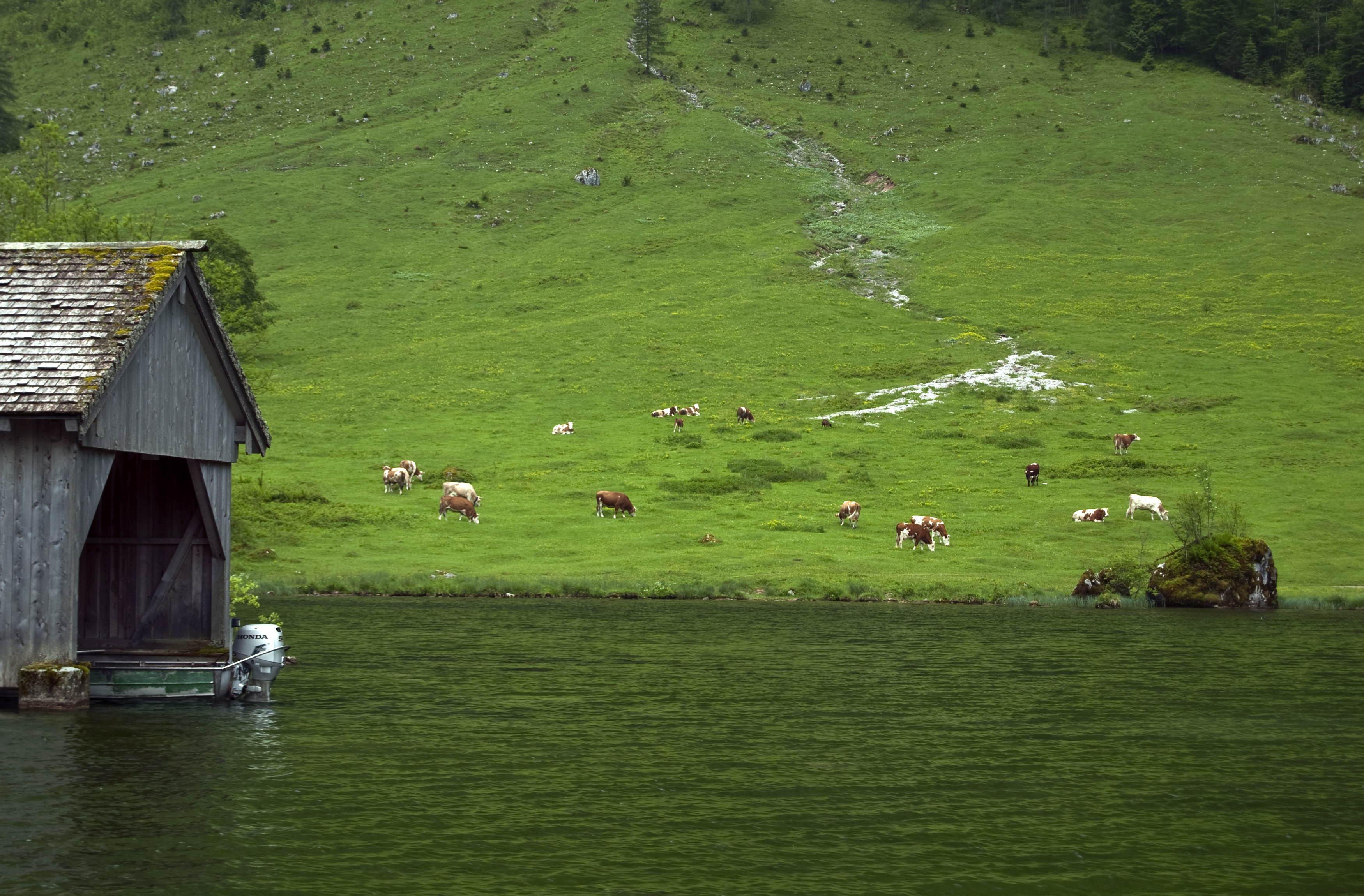
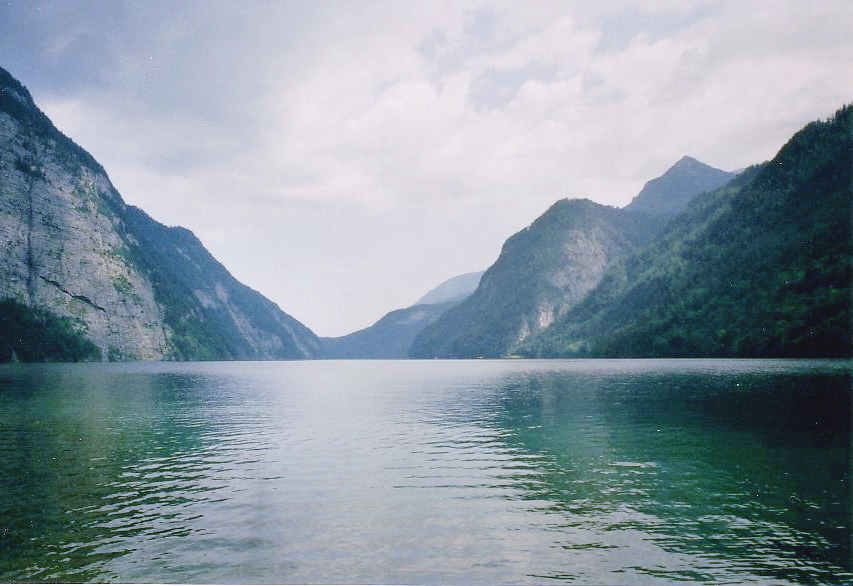

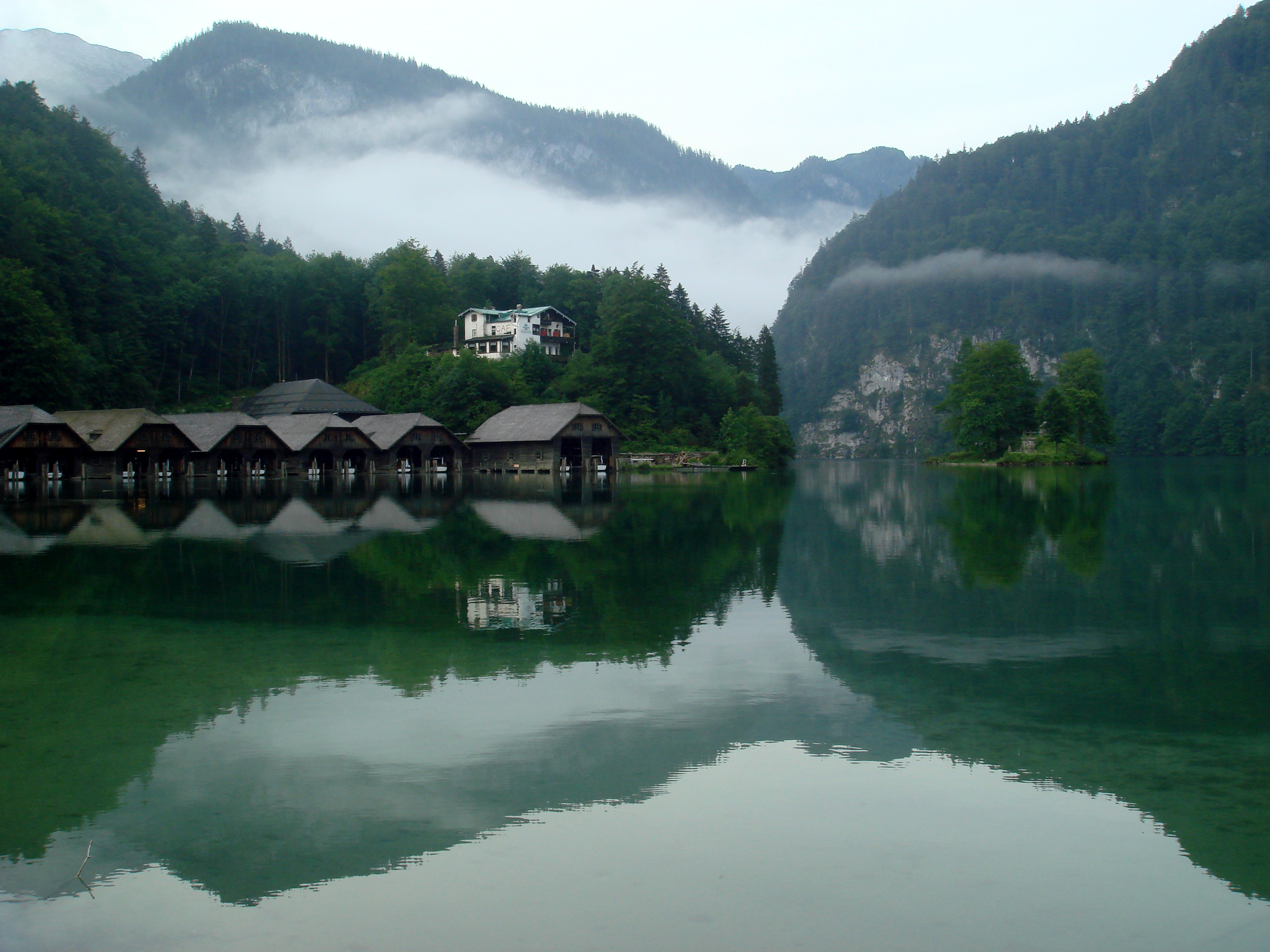
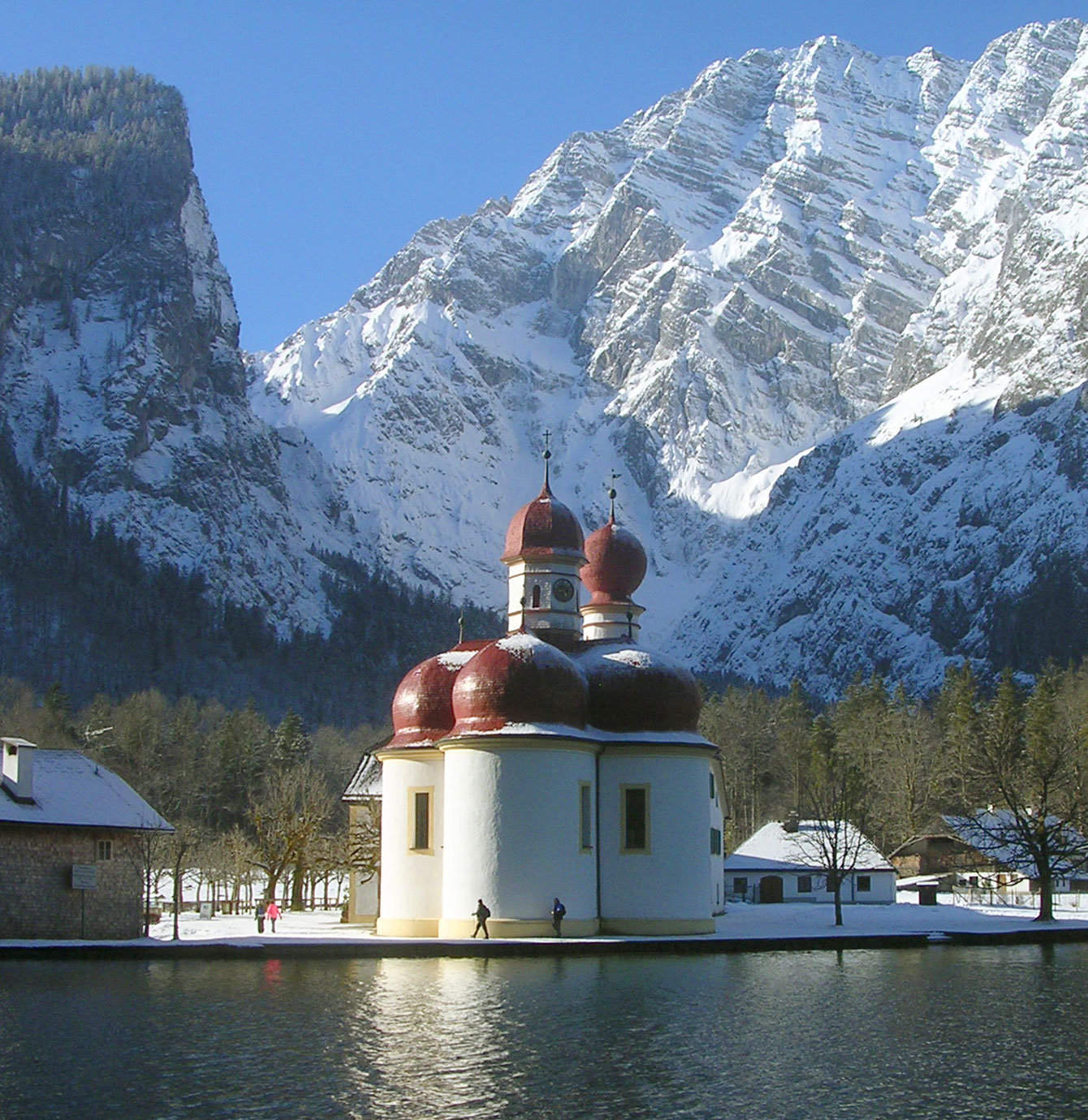
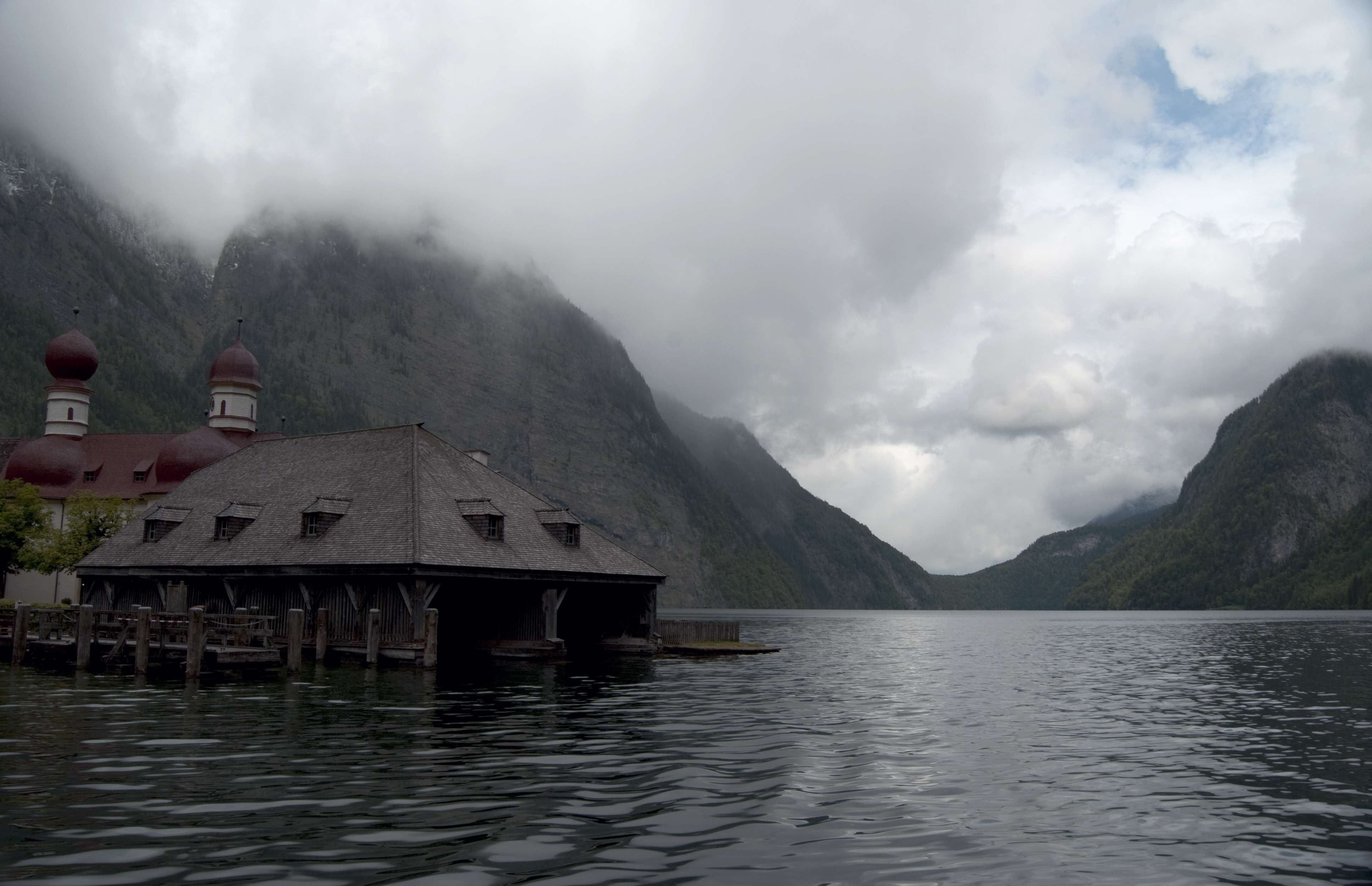